# Sofus Christensen
Sofus Christensen var en dansk atlet medlem af Københavns IF. Han vandt i 1942 det danske mesterskab på 20 km på tiden 1:08,53,0. Han vandt også to hold mesterskaber.